# Turizam
Turizam je skup odnosa i pojava koje proizlaze iz putovanja i boravka posjetitelja nekog mjesta, ako se tim boravkom ne zasniva stalno prebivalište i ako s takvim boravkom nije povezana nikakva njihova gospodarska djelatnost (Hunziker i Krapf, 1942). Obuhvaća rekreaciju, putovanje i odmor.
Turistička kretanja se dijele na vrste i specifične oblike turizma. Dok su vrste turizma definirane određenim kriterijem npr. prema trajanju boravka turista (boravišni, vikend i izletnički turizam), specifični oblici turizma obilježeni su specifičnim turističkim motivom koji posjetitelje privlači u točno određene destinacije, npr. lov - lovni turizam. Specifični oblici turizma orijentirani su na manje (definirane) segmente turističke potražnje, a nastali su kao suprotnost masovnom turizmu.

## Etimologija
Riječ turist prvi je puta korištena 1772. godine, a riječ turizam 1811. godine. Riječi turist i turizam sastoje se od riječi tour, koja je izvedena iz staroengleske riječi turian, starofrancuske torner, od latinskog tornare; što znači "uključiti se u tok", koja i sama ima korijene starogrčke riječi tornos (τόρνος); što znači "tok".

## Popisi i statistika turizma u svijetu

### Ukupan broj prekograničnih turističkih putovanja
Međunarodni turistički dolasci u 2012. godini dosegli su brojku od 1,035 milijardi, u odnosu na brojku od 996 milijuna u 2011. godini, te 952 milijuna u 2010. godini. U 2011. i 2012. godini međunarodna potražnja za putovanjima nastavila se povećavati usprkos gubicima koji su nastali kao rezultat velike recesije iz kasnih 2000-ih godina, kada je turizam, od druge polovice 2008. godine do kraja 2009. godine, kao grana doživio znatan pad. Nakon porasta od 5 % u prvoj polovici 2008. godine, postotak inozemnih dolazaka turista se u drugoj polovici iste godine smanjio, te je godina završila s povećanjem od 2 % u odnosu na povećanje od 7 % prethodne godine. Negativni trend se nastavio tijekom 2009. godine, a u nekim zemljama i pojačao zbog izbijanja virusa gripe H1N1, što je rezultiralo padom od 4,2 % te godine, a broj dolazaka međunarodnih turista smanjio se na 880 milijuna. Međunarodni turistički prihodi doživjeli su pad od 5,7 %.

### Najveće svjetske turističke destinacije
Svjetska turistička organizacija navodi sljedećih deset destinacija kao najposjećenije po broju dolazaka međunarodnih turista u 2016. godini:
| Mjesto | Država                 | UNWTO regija     | Međunarodni turistički dolasci (2016.) |
| ------ | ---------------------- | ---------------- | -------------------------------------- |
| 1.     | Francuska              | Europa           | 82,6 milijuna                          |
| 2.     | SAD                    | Sjeverna Amerika | 75,6 milijuna                          |
| 3.     | Španjolska             | Europa           | 75,6 milijuna                          |
| 4.     | NR Kina                | Azija            | 59,3 milijuna                          |
| 5.     | Italija                | Europa           | 52,4 milijuna                          |
| 6.     | Ujedinjeno Kraljevstvo | Europa           | 35,8 milijuna                          |
| 7.     | Njemačka               | Europa           | 35,6 milijuna                          |
| 8.     | Meksiko                | Sjeverna Amerika | 35,0 milijuna                          |
| 9.     | Tajland                | Azija            | 32,6 milijuna                          |
| 10.    | Malezija               | Azija            | 26,8 milijuna                          |

### Međunarodni prihodi od turizma
Međunarodni prihodi od turizma 2014. godine dosegli su 1,2 bilijuna američkih dolara, što odgovara porastu od 3,7 % u odnosu na 2013. godinu. Svjetska turistička organizacija navodi sljedeće države kao deset najvećih država kad su u pitanju prihodi od turizma (2016.):
| Mjesto | Država                 | UNWTO regija     | Međunarodni prihodi od turizma (2016.) |
| ------ | ---------------------- | ---------------- | -------------------------------------- |
| 1.     | SAD                    | Sjeverna Amerika | 204,5 milijardi $                      |
| 2.     | NR Kina                | Azija            | 114,1 milijardi $                      |
| 3.     | Španjolska             | Europa           | 56,5 milijardi $                       |
| 4.     | Francuska              | Europa           | 45,9 milijardi $                       |
| 5.     | Ujedinjeno Kraljevstvo | Europa           | 45,5 milijardi $                       |
| 6.     | Tajland                | Azija            | 44,6 milijardi $                       |
| 7.     | Italija                | Europa           | 39,4 milijardi $                       |
| 8.     | Njemačka               | Europa           | 36,9 milijardi $                       |
| 9.     | Hong Kong              | Azija            | 36,2 milijardi $                       |
| 10.    | Makao                  | Azija            | 31,3 milijardi $                       |

### Međunarodni izdaci za turizam
Svjetska turistička organizacija navodi sljedeće države kao deset najvećih država kada su u pitanju izdaci za turizam (2016.):
| Mjesto | Država                 | UNWTO regija     | Međunarodni izdaci za turizam (2016.) |
| ------ | ---------------------- | ---------------- | ------------------------------------- |
| 1.     | NR Kina                | Azija            | 292,2 milijardi $                     |
| 2.     | SAD                    | Sjeverna Amerika | 112,9 milijardi $                     |
| 3.     | Njemačka               | Europa           | 77,5 milijardi $                      |
| 4.     | Ujedinjeno Kraljevstvo | Europa           | 63,3 milijardi $                      |
| 5.     | Francuska              | Europa           | 38,4 milijardi $                      |
| 6.     | Rusija                 | Europa           | 34,9 milijardi $                      |
| 7.     | Kanada                 | Sjeverna Amerika | 29,4 milijardi $                      |
| 8.     | Južna Koreja           | Azija            | 25,0 milijardi $                      |
| 9.     | Italija                | Europa           | 24,4 milijardi $                      |
| 10.    | Australija             | Oceanija         | 23,5 milijardi $                      |

## Oblici turizma
- Alternativni turizam
- Džihadistički turizam
- Ekološki turizam
- Elitni turizam
- Enofilski turizam
- Festivalski turizam
- Gastronomski turizam
- Gradski/urbani turizam
- Industrijski turizam
- Izletnički turizam
- Kongresni turizam
- Kontinentalni turizam
- Kulturni turizam
- Lovni i robolovni turizam
- Manifestacijski turizam
- Masovni turizam
- Narkorekreacijski turizam
- Naturizam
- Nautički turizam
- Nuklearni turizam
- Obrazovni turizam
- Poslovni turizam
- Pustolovni turizam
- Ratni turizam
- Robinzonski turizam
- Seoski/ruralni turizam
- Sportsko-rekreacijski turizam
- Svemirski turizam
- Turizam morskih pasabolje ime?
- Vjerski turizam
- Zdravstveni turizam
- Znanstveni turizam